# DN1J
De DN1J of Drum Național 1J (Nationale weg 1J) is een weg in Roemenië. Hij loopt van de DN1 bij Șercaia de DN13 bij Hoghiz. De weg is 24 kilometer lang.

## DJ104
Tot 2008 was de DN1J bekend onder het nummer DJ104. Het was toen een drum județean, een districtsweg. Door het belang van de weg, is de weg opgewaardeerd tot nationale weg.